# Роща берёзы Радде
Роща берёзы Радде — памятник природы, расположенный Шаройском районе Чечни, расположенный на северном склоне скалистого хребта, в 10,5 км к западу от села Итум-Кали, на правом берегу реки Чанты-Аргун и в 150 м к западу от места впадения реки Кериго в реку Чанты-Аргун. Насаждения на территории рощи полностью вырублены, сохранилась единственная берёза. Происходит естественное порослевое возобновление. Роща нуждается в искусственном восстановлении.
С 2006 года имеет статус особо охраняемой природной территории республиканского значения.